# Carcassonne (quận)
Quận Carcassonne là một quận của Pháp, nằm ở tỉnh Aude, ở vùng Occitanie. Quận này có 18 tổng và 207 xã.

## Các đơn vị hành chính

### Các tổng
Các tổng của quận Carcassonne là: 
1. Alzonne
2. Belpech
3. Capendu
4. Carcassonne Centre
5. Carcassonne Est
6. Carcassonne Nord
7. Carcassonne Sud
8. Castelnaudary Nord
9. Castelnaudary Sud
10. Conques sur Orbiel
11. Fanjeaux
12. Lagrasse
13. Mas-Cabardès
14. Montréal
15. Mouthoumet
16. Peyriac-Minervois
17. Saissac
18. Salles-sur-l'Hers

### Các xã
Các xã của quận Carcassonne, và mã INSEE là: 
| 1. Aigues-Vives (11001)              | 2. Airoux (11002)                    | 3. Alairac (11005)                  | 4. Albières (11007)                  |
| 5. Alzonne (11009)                   | 6. Aragon (11011)                    | 7. Arquettes-en-Val (11016)         | 8. Arzens (11018)                    |
| 9. Auriac (11020)                    | 10. Azille (11022)                   | 11. Badens (11023)                  | 12. Bagnoles (11025)                 |
| 13. Baraigne (11026)                 | 14. Barbaira (11027)                 | 15. Belflou (11030)                 | 16. Belpech (11033)                  |
| 17. Berriac (11037)                  | 18. Blomac (11042)                   | 19. Bouilhonnac (11043)             | 20. Bouisse (11044)                  |
| 21. Bram (11049)                     | 22. Brousses-et-Villaret (11052)     | 23. Cabrespine (11056)              | 24. Cahuzac (11057)                  |
| 25. Capendu (11068)                  | 26. Carcassonne (11069)              | 27. Carlipa (11070)                 | 28. Castans (11075)                  |
| 29. Castelnaudary (11076)            | 30. Caudebronde (11079)              | 31. Caunes-Minervois (11081)        | 32. Caunettes-en-Val (11083)         |
| 33. Caux-et-Sauzens (11084)          | 34. Cavanac (11085)                  | 35. Cazalrenoux (11087)             | 36. Cazilhac (11088)                 |
| 37. Cenne-Monestiés (11089)          | 38. Citou (11092)                    | 39. Comigne (11095)                 | 40. Conques-sur-Orbiel (11099)       |
| 41. Couffoulens (11102)              | 42. Cumiès (11114)                   | 43. Cuxac-Cabardès (11115)          | 44. Davejean (11117)                 |
| 45. Dernacueillette (11118)          | 46. Douzens (11122)                  | 47. Fajac-en-Val (11133)            | 48. Fajac-la-Relenque (11134)        |
| 49. Fanjeaux (11136)                 | 50. Fendeille (11138)                | 51. Floure (11146)                  | 52. Fonters-du-Razès (11149)         |
| 53. Fontiers-Cabardès (11150)        | 54. Fontiès-d'Aude (11151)           | 55. Fournes-Cabardès (11154)        | 56. Fraisse-Cabardès (11156)         |
| 57. Félines-Termenès (11137)         | 58. Gaja-la-Selve (11159)            | 59. Generville (11162)              | 60. Gourvieille (11166)              |
| 61. Issel (11175)                    | 62. La Cassaigne (11072)             | 63. La Force (11153)                | 64. La Louvière-Lauragais (11208)    |
| 65. La Pomarède (11292)              | 66. La Redorte (11190)               | 67. La Tourette-Cabardès (11391)    | 68. Labastide-Esparbairenque (11180) |
| 69. Labastide-d'Anjou (11178)        | 70. Labastide-en-Val (11179)         | 71. Labécède-Lauragais (11181)      | 72. Lacombe (11182)                  |
| 73. Lafage (11184)                   | 74. Lagrasse (11185)                 | 75. Lairière (11186)                | 76. Lanet (11187)                    |
| 77. Laprade (11189)                  | 78. Laroque-de-Fa (11191)            | 79. Lasbordes (11192)               | 80. Lastours (11194)                 |
| 81. Laurabuc (11195)                 | 82. Laurac (11196)                   | 83. Laure-Minervois (11198)         | 84. Lavalette (11199)                |
| 85. Les Brunels (11054)              | 86. Les Cassés (11074)               | 87. Les Ilhes (11174)               | 88. Les Martys (11221)               |
| 89. Lespinassière (11200)            | 90. Leuc (11201)                     | 91. Limousis (11205)                | 92. Malves-en-Minervois (11215)      |
| 93. Marquein (11218)                 | 94. Marseillette (11220)             | 95. Mas-Cabardès (11222)            | 96. Mas-Saintes-Puelles (11225)      |
| 97. Mas-des-Cours (11223)            | 98. Massac (11224)                   | 99. Mayreville (11226)              | 100. Mayronnes (11227)               |
| 101. Miraval-Cabardes (11232)        | 102. Mireval-Lauragais (11234)       | 103. Molandier (11236)              | 104. Molleville (11238)              |
| 105. Montauriol (11239)              | 106. Montclar (11242)                | 107. Montferrand (11243)            | 108. Montirat (11248)                |
| 109. Montjoi (11250)                 | 110. Montlaur (11251)                | 111. Montmaur (11252)               | 112. Montolieu (11253)               |
| 113. Montréal (11254)                | 114. Monze (11257)                   | 115. Moussoulens (11259)            | 116. Mouthoumet (11260)              |
| 117. Moux (11261)                    | 118. Mézerville (11231)              | 119. Orsans (11268)                 | 120. Palairac (11271)                |
| 121. Palaja (11272)                  | 122. Payra-sur-l'Hers (11275)        | 123. Pech-Luna (11278)              | 124. Pennautier (11279)              |
| 125. Pexiora (11281)                 | 126. Peyrefitte-sur-l'Hers (11283)   | 127. Peyrens (11284)                | 128. Peyriac-Minervois (11286)       |
| 129. Pezens (11288)                  | 130. Plaigne (11290)                 | 131. Plavilla (11291)               | 132. Pradelles-Cabardès (11297)      |
| 133. Pradelles-en-Val (11298)        | 134. Preixan (11299)                 | 135. Puginier (11300)               | 136. Puichéric (11301)               |
| 137. Pécharic-et-le-Py (11277)       | 138. Pépieux (11280)                 | 139. Raissac-sur-Lampy (11308)      | 140. Ribaute (11311)                 |
| 141. Ribouisse (11312)               | 142. Ricaud (11313)                  | 143. Rieux-Minervois (11315)        | 144. Rieux-en-Val (11314)            |
| 145. Roquecourbe-Minervois (11318)   | 146. Roquefère (11319)               | 147. Rouffiac-d'Aude (11325)        | 148. Roullens (11327)                |
| 149. Rustiques (11330)               | 150. Saint-Amans (11331)             | 151. Saint-Couat-d'Aude (11337)     | 152. Saint-Denis (11339)             |
| 153. Saint-Frichoux (11342)          | 154. Saint-Gaudéric (11343)          | 155. Saint-Julien-de-Briola (11348) | 156. Saint-Martin-Lalande (11356)    |
| 157. Saint-Martin-des-Puits (11354)  | 158. Saint-Martin-le-Vieil (11357)   | 159. Saint-Michel-de-Lanès (11359)  | 160. Saint-Papoul (11361)            |
| 161. Saint-Paulet (11362)            | 162. Saint-Pierre-des-Champs (11363) | 163. Saint-Sernin (11365)           | 164. Sainte-Camelle (11334)          |
| 165. Sainte-Eulalie (11340)          | 166. Saissac (11367)                 | 167. Salles-sur-l'Hers (11371)      | 168. Sallèles-Cabardès (11368)       |
| 169. Salsigne (11372)                | 170. Salza (11374)                   | 171. Serviès-en-Val (11378)         | 172. Souilhanels (11382)             |
| 173. Souilhe (11383)                 | 174. Soulatgé (11384)                | 175. Soupex (11385)                 | 176. Talairan (11386)                |
| 177. Taurize (11387)                 | 178. Termes (11388)                  | 179. Tournissan (11392)             | 180. Trassanel (11395)               |
| 181. Trausse (11396)                 | 182. Trèbes (11397)                  | 183. Tréville (11399)               | 184. Ventenac-Cabardès (11404)       |
| 185. Verdun-en-Lauragais (11407)     | 186. Vignevieille (11409)            | 187. Villalier (11410)              | 188. Villanière (11411)              |
| 189. Villar-en-Val (11414)           | 190. Villardonnel (11413)            | 191. Villarzel-Cabardès (11416)     | 192. Villasavary (11418)             |
| 193. Villautou (11419)               | 194. Villedubert (11422)             | 195. Villegailhenc (11425)          | 196. Villegly (11426)                |
| 197. Villemagne (11428)              | 198. Villemoustaussou (11429)        | 199. Villeneuve-Minervois (11433)   | 200. Villeneuve-la-Comptal (11430)   |
| 201. Villeneuve-lès-Montréal (11432) | 202. Villepinte (11434)              | 203. Villerouge-Termenès (11435)    | 204. Villesiscle (11438)             |
| 205. Villespy (11439)                | 206. Villesèquelande (11437)         | 207. Villetritouls (11440)          |                                      |